# Hani i Elezit (kommunhuvudort)
Hani i Elezit (serbiska: Ðeneral Janković, Ђенерал Јанковић, Dženeral Janković, albanska: Han i Elezit) är en kommunhuvudort i Kosovo. Den ligger i den sydöstra delen av landet, 60 km söder om huvudstaden Pristina. Hani i Elezit ligger 373 meter över havet och antalet invånare är 9 389.
Terrängen runt Hani i Elezit är huvudsakligen kuperad. Hani i Elezit ligger nere i en dal. Runt Hani i Elezit är det ganska glesbefolkat, med 35 invånare per kvadratkilometer. Närmaste större samhälle är Vitina, 19,7 km norr om Hani i Elezit. I omgivningarna runt Hani i Elezit växer i huvudsak lövfällande lövskog.